# Clivaje
En joyería, se llama clivaje (adaptación al español de la palabra inglesa cleavage, "la cualidad de una sustancia o roca cristalizada de dividirse a lo largo de planos definidos"), al método para tallar en facetas gemas en bruto (y especialmente los diamantes), mediante la percusión precisa para segmentarlas o henderlas aprovechando sus puntos o planos naturales de exfoliación (o de clivaje), que son propiedades estructurales propias de cada clase de gema o cristal.
Algunos minerales, como la espodumena (cuncita) o la esfalerita, presentan grandes dificultades de talla por su perfecta exfoliación en varias direcciones. Por el contrario, en el caso del diamante, se aprovecha la exfoliación en octaedro para iniciar la talla.
Con la percusión precisa en un diamante en bruto se puede obtener una faceta plana y limpia. Así, cuando se observa un brillante con todas sus facetas, se observa una piedra transformada que era bastante amorfa, a la que se le ha dado una forma poliédrica merced a sus puntos de clivaje o exfoliación.